# Il mistero dell'acqua
Il mistero dell'acqua (The Weight of Water) è un film del 2000 diretto da Kathryn Bigelow, basato sul romanzo Il peso dell'acqua di Anita Shreve.

## Trama
Nel 1873, Karen Christensen e Anethe Christensen, immigrate norvegesi, vengono assassinate sull'isola di Smuttynose, una solitaria isola tra le Isles of Shoals, al largo della costa del New Hampshire. Maren Hontvedt, anche lei un'immigrata norvegese, sopravvive all'attacco. Louis Wagner, che in passato aveva cercato di sedurre Maren, viene condannato per il crimine e alla fine muore sulla forca.
Nel presente, la fotografa di giornali Jean Janes inizia a fare ricerche sugli omicidi e si reca a Smuttynose con suo marito Thomas, un poeta premiato. Viaggiano insieme al fratello di Thomas, Rich, che possiede una barca, e alla fidanzata di Rich, Adaline. Per un colpo di fortuna, Jean scopre dei documenti archiviati apparentemente scritti da Maren Hontvedt, che raccontano la sua vita sull'isola e gli omicidi.
La trama si sviluppa attraverso la narrazione dei documenti e la testimonianza di Hontvedt contro Wagner, che porta alla sua impiccagione, mentre Jean lotta privatamente con la gelosia poiché Adaline flirta apertamente con Thomas. Cercando di reprimere i suoi timori di vedere Adaline come una rivale, Jean scopre che Maren era stata portata dalla Norvegia a Smuttynose dal marito, un uomo per cui non prova passione. Maren cerca di combattere la malinconia e la solitudine sull'isola isolata tenendosi occupata. Il morale di Maren migliora quando suo fratello (con cui si era scambiata effusioni a letto, in Norvegia) arriva sull'isola con la sua nuova moglie, Anethe Christensen. Ma Maren deve anche fare i conti con sua sorella Karen, che è severa e sospettosa. All'inizio, Maren vede Anethe come una rivale per l'amore del fratello. Ben presto, però, inizia a nutrire un desiderio per Anethe. La notte degli omicidi, con i mariti di Maren e Anethe lontani dall'isola, Maren si avvicina ad Anethe, solo per essere scoperta da Karen. La sorella di Maren le grida contro, rivelando ad Anethe il rapporto incestuoso che Maren aveva avuto con il fratello. In preda alla furia Maren uccide Karen, e Anethe che era stata testimone.
Il film si conclude con Maren che cerca di confessare prima che Wagner venga impiccato. I tribunali si rifiutano di accettare la confessione di Maren, e Wagner muore sulla forca.

## Produzione e distribuzione
La pellicola è stata interamente girata in Nuova Scozia. Presentato per la prima volta al Toronto International Film Festival del 2000, è stato distribuito negli Stati Uniti il 1º novembre 2002.